# Лопухина, Елена Моисеевна
Елена Моисеевна Лопухина (29 марта 1919 — 27 сентября 2005) — советский и российский учёный, специалист в области микроэлектромашиностроения, популяризатор науки, кандидат технических наук, доцент Московского энергетического института (МЭИ).

## Биография
Елена Моисеевна Лопухина родилась 29 марта 1919 года.
В 1941 году окончила Московский энергетический институт. После окончания вуза в 1941 году была эвакуирована в Киров, где до 1943 года работала инженером-электриком на опытном производстве завода им. Лепсе.
Поступила в аспирантуру Московского энергетического института. В 1947 году окончила аспирантуру МЭИ. В 1947 году защитила кандидатскую диссертацию на тему, связанную с работой асинхронных микродвигателей с полым ротором. В МЭИ продолжила заниматься научной и преподавательской деятельностью.
Умерла в 2005 году. Похоронена на Введенском кладбище (19 уч.).
Сын — экономист Владимир Михайлович Лопухин.

## Научная деятельность
Под руководством Елены Моисеевны Лопухиной было подготовлено и защищено 23 кандидатских диссертаций. В МЭИ вела курсы «Современные проблемы автоматизированного проектирования и производства микромашин» и «Проектирование электрических машин малой мощности». Несколько лет возглавляла факультет «Электромашиностроение» Народного университета технического прогресса и экономических знаний.
Научные исследования Лопухиной были направлены разработку явнополюсных асинхронных двигателей малой мощности. Она занималась создание системы автоматизированного проектирования подобных двигателей. Эти разработки позволили добиться серьёзного экономического эффекта.
Как преподавательница уделяла внимание развитию творческого мышления. В течение пяти лет работала в США, где знакомилась с системой образования в американских школах и вузах. Разработала курс «Генерация идей и инженерное творчество».

## Публикации
За время работы в МЭИ Елена Моисеевна Лопухина написала около 300 научных работ, включая монографии и учебные пособия, связанные с созданием электрических микромашин, имела патенты на изобретения. Часть её работ переводились и издавались в Польше, Болгарии и Китае.

### Книги
- Электрические машины с полым ротором / Е. М. Лопухина, Г. С. Сомихина; ЦБТИ НИИ электропромышленности. — Москва: б. и., 1959. — 68 с.
- Расчет асинхронных микродвигателей однофазного и трехфазного тока / Е. М. Лопухина, Г. С. Сомихина. — Москва: Госэнергоиздат, 1961. — 312 с.
- Изчисление на еднофазни и трифазни асинхронни микро двигатели / Е. М. Лопухина, Г. С. Сомихина; Прев. от рус. доц. инж. Ст. В. Попадиин и инж. В. Р. Динов. — София: Техника, 1964. — 318 с.
- Асинхронные микромашины с полым ротором: Теория, основы расчета и испытания / Е. М. Лопухина, Г. С. Сомихина. — Москва: Энергия, 1967. — 488 с.
- Проектирование асинхронных микромашин с полым ротором : производственно-практическое издание / Е. М. Лопухина, Г. С. Сомихина. — М.: Энергия, 1968.
- Проектирование асинхронных микродвигателей с применением ЭВМ: Учеб. пособие для электротехн. спец. вузов / Е. М. Лопухина, Г. А. Семенчуков. — М.: Высшая школа, 1980. — 359 с.
- Испытание электрических микромашин: Учеб. пособие для электротехн. спец. вузов / Е. М. Лопухина и др.; Под ред. Н. В. Астахова. — М.: Высшая школа, 1984.
- Асинхронные исполнительные микродвигатели для систем автоматики: Учеб. пособие для электротехн. спец. вузов / Е. М. Лопухина. — М. : Высш. шк., 1988. — 327 с.
- Учебное пособие по курсу проектирования электрических машин. Основы автоматизированного проектирования электрических машин / В. И. Геминтерн, Е. М. Лопухина, А. М. Нахамкин, Г. А. Семенчуков; Редактор Е. М. Лопухина. — М.: МЭИ, 1989. — 104 с.
- Автоматизированное проектирование электрических машин на ПЭВМ: Учеб. пособие по курсу «Инж. проектирование и САПР электр. машин» / Е. М. Лопухина, А. М. Нахамкин, Г. А. Семенчуков, Т. Ю. Сенькевич; Под ред. Е. М. Лопухиной. — М.: Изд-во МЭИ, 1992. — 93 с.
- Автоматизированное проектирование электрических машин малой мощности: Учеб. пособие по курсу «Инженер. проектирование и САПР электр. машин» / Е. М. Лопухина, Г. А. Семенчуков; Моск. энергет. ин-т (техн. ун-т). — М.: Изд-во МЭИ, 1997. — 206 с.
- Автоматизированное проектирование электрических машин малой мощности: Учеб. пособие по курсу «Инженер. проектирование и САПР электр. машин» / Е. М. Лопухина, Г. А. Семенчуков ; Под ред. Е. М. Лопухиной. — М.: Изд-во МЭИ, 1997, Ч. 2. — М.: Изд-во МЭИ, 1998. — 190 с.
- Генерация идей и инженерное творчество: Учеб. пособие по курсу «Генерация идей и инж. творчество» / Е. М. Лопухина, А. Б. Захаренко; М-во образования Рос. Федерации. Моск. энерг. ин-т (Техн. ун-т). — М.: Изд-во МЭИ, 1999. — 157 с.
- Автоматизированное проектирование электрических машин малой мощности: Учеб. пособие для электротехн. спец. вузов / Е. М. Лопухина, Г. А. Семенчуков. — М.: Высшая школа, 2002. — 511 с.

### Научные статьи
- Lopukhina E.M., Osin I.L., Semenchukov G.A., Sentyurikhin N.I., Tatarinov M.G. Scientific line of lower-power electric machines at MPEI (TU) department of electromechanics: making, development and future trends // Russian Electrical Engineering. 2002. Т. 73. № 10. С. 5-12.
- Lopukhina E.M., Semenchukov G.A., Mashkin V.G., Sentyurikhin N.I., Merenkov D.V. An investigation of the methods of suppressing synchronous and asynchronous additional torque in capacitor motors of increased power and their automated design // Электричество. 2003. № 5. С. 43-50.

### Научно-популярные статьи
- Лопухина Е. М., Меренков Д. В. Воспитание творческой личности // Наука и жизнь, № 1, 2003.
- Лопухина Е. М., Захаренко А. Б. Лед логики, пламя фантазии // Электричество и жизнь, 2001, № 6.
- Лопухина Е. М., Меренков Д. В. Опыты по творческому развитию // Высшее образование в России, 2002, № 2.